# Banco Gorringe
Banco Gorringe este o arie protejată (sit de importanță comunitară — SCI) din Portugalia întinsă pe o suprafață de 2.292.778,48 ha, integral marine.

## Localizare
Centrul sitului Banco Gorringe este situat la coordonatele 36°34′43″N 11°20′43″W / 36.578708°N 11.345324°V.

## Înființare
Situl Banco Gorringe a fost declarat sit de importanță comunitară în noiembrie 2015 pentru a proteja 2 specii de animale.

## Biodiversitate
Situată în ecoregiunea marină Atlantică, aria protejată conține 2 habitate naturale: Bancuri de nisip acoperite în permanență slab de apă marină, Recifuri.
La baza desemnării sitului se află mai multe specii protejate:
- mamifere (1): delfin mare (Tursiops truncatus)
- reptile (1): Caretta caretta

Pe lângă speciile protejate, pe teritoriul sitului au mai fost identificate 1 specie de plante, 15 specii de mamifere, 1 specie de nevertebrate, 1 specie de pești, 1 specie de reptile.